# Киев-5
Киев-5 — малоформатний далекомірний фотоапарат, що випускався з 1968 по 1973 рік на київському заводі «Арсенал».
Розроблено на базі фотоапарата «Киев-4».
Фотоапарат «Киев-5» має змінений зовнішній вигляд, курковий взвод затвора, оснащений експонометром. Кріплення об'єктивів — лише зовнішній байонет Contax-Київ.
Фотоапарат «Киев-5» є в цей час об'єктом колекціонування.

## Технічні характеристики
- Тип застосовуваного фотоматеріалу — 35-мм перфорована фотокіноплівка шириною 35 мм (фотоплівка типу 135) у стандартних касетах. Можливе застосування спеціальних двокорпусних касет з щілиною, що розходиться. Розмір кадру — 24 × 36 мм.
- Корпус — з алюмінієвого сплаву, зі знімною задньою стінкою.
- Курковий взвод затвора та перемотування плівки. Зворотне перемотування рулеткового типу (розташоване на бічній стінці камери). Лічильник кадрів автоматичний, що самоскидається при знятті задньої стінки. Вікно лічильника кадрів з'єднане з вікном гальванометра експонометричного пристрою.
- Затвор — механічний, з гнучкими шторками, зібраними з вузьких металевих ланок (жалюзі), з вертикальним рухом шторок. Швидкість руху шторок різна у різних витримках.
- Витримки затвора — 1/2, 1/5, 1/10, 1/25, 1/50, 1/125, 1/250, 1/500, 1/1000 сек «B». Витримка синхронізації з електронним фотоспалахом — 1/25 сек, з одноразовим — 1/10 сек і більше. Встановлювати витримку рекомендується при зведеному затворі.
- Кабельний синхроконтакт.
  - Після спрацьовування фотоспалаху затвор повинен бути негайно зведений, оскільки внутрішні контакти залишалися в постійно замкнутому стані. Недотримання інструкції могло призвести до виходу контактів з ладу (підгоряння), фотоспалах при незведеному затворі не міг заряджатися.
- Штатний об'єктив — «Юпітер-8НБ» 2,0/50 або «Геліос-94» 1,8/50.
  - Розроблений особливо світлосильний об'єктив «Рекорд-4» 0,8/52, серійно не випускався.[2]
- Тип кріплення об'єктива — тільки зовнішній байонет Contax-Київ.
- Видошукач оптичний, паралаксний, суміщений з далекоміром. База дальноміра — 60 мм. Кадрові рамки з автоматичною корекцією паралаксу, є кадрова рамка для телеоб'єктива, а з [фокусна відстань|фокусною відстанню] 85 мм.
- Експонометр — вбудований непов'язаний на селеновому фотоелементе.
- Механічний автоспуск.
- На фотоапараті встановлено штативне гніздо з різьбленням 1/4 дюйма.

## Об'єктиви для фотоапарата «Киев-5»
Кріплення всіх змінних об'єктивів — тільки зовнішній байонет Contax-Київ.
| Модель     | Фокусна відстань | Відносний отвір | Байонет | Кут поля зірки об'єктива | Застосування | Тип                                                           |  |
| Юпітер-12  |                  | 35              | 2,8     | зовнішній                | 62,5°        | ширококутний об'єктив                                         |  |
| Юпітер-8НБ |                  | 50              | 2,0     | зовнішній                | 45°          | штатний (нормальний об'єктив)                                 |  |
| Геліос-94  |                  | 50              | 1,8     | зовнішній                | 45°          | штатний (нормальний об'єктив) Для «Киев-2…-3…-4» непридатний. |  |
| Юпітер-9   |                  | 85              | 2,0     | зовнішній                | 28,8°        | довгофокусний об'єктив                                        |  |
| Юпітер-11  |                  | 133             | 4,0     | зовнішній                | 18,5°        | довгофокусний об'єктив                                        |  |